# عزلة الجفرة (شبوة)

تعديل مصدري - تعديل

عزلة الجفرة هي إحدى عزل مديرية مرخة العليا في محافظة شبوة اليمنية ويبلغ تعداد سكانها 2055 نسمة حسب التعداد السكاني في اليمن لعام 2004.